# りんでん認定こども園
りんでん認定こども園とは、兵庫県三木市緑が丘町にある、私立のこども園。

## 概要
2009年4月1日に、緑が丘幼稚園の閉鎖に伴い、設立されたこども園である。

## 教訓
りんでん認定こども園では、以下の通りの教訓が定められている。
- 仏様に感謝する子供
- 明るく、元気で我慢強い子供
- よく考えて、見つめる子供

## 沿革
- 1972年4月28日：大和ハウスネオポリス地区にて、私立緑が丘幼稚園設立
- 2009年4月1日：幼稚園型認定こども園に移行
- 2016年11月未明：新園舎建設
- 2017年4月1日：幼保連携型認定こども園に移行

## 職員人数(人)（一部省略）
園長：1
　　　　　　保育教師：32
　　　　　　保育補助：3
　　　　　　　栄養士：1
　　　　　　　事務員：3

## 面積
- 1462.09m2